# 王安國 (清朝漢軍人)
王安國（1641年—1709年），字磐石，號康侯。漢軍正白旗人。
最初授弘文院中書。歷官國史院典籍、刑部員外郎、內閣侍讀學士、內閣學士，累官至浙江巡撫、福建總督。對台灣頗有建樹，餉銀取於內地。因在福建總督任內，包庇閩撫張仲舉貪污，職降三級，職留奉天府尹。晚年仍官至左侍郎。著有《閣中集》、《浙閩封事》、《留都封事》等。